# Gương bán mạ

Thí nghiệm Michelson-Morley dùng gương bán mạ, ở vị trí số 5 trên hình.

Gương bán mạ là một loại gương cho phép tia sáng đi tới được phản xạ lại một phần và truyền qua một phần. Gương bán mạ có thể được chế tạo bằng cách phủ lên bề mặt tấm thủy tinh một lớp kim loại như nhôm rất mỏng.
Gương bán mạ là một dụng cụ quang học được sử dụng trong nhiều thí nghiệm quang học. Gương bán mạ có độ phản xạ bằng độ truyền qua (gần bằng 50%) được dùng để phân chùm tia sáng thành hai phần giống nhau, như trong thí nghiệm Michelson-Morley. Gương bán mạ có độ phản xạ khoảng 99% và truyền qua khoảng 1% được sử dụng ở một đầu trong môi trường khuếch đại laser cho phép tia laser lọt ra ngoài.